# Voice Planet
Voice Planet（ボイスプラネット）は、株式会社アプラが運営する、声優活動を応援するプロジェクトのこと。
2022年よりスタート。2023年8月1日にプロジェクト名が改名され、「Voice Actors Planet」から「Voice Planet」に変更となる。

## 概要
審査に応募をすると事務局から電話が来て、審査への案内をしてくれる。（03-6455-2432から連絡）書類審査はない。その後、審査が2回ほどあり無事合格となると、プロジェクト参加が可能となる（ただし参加費として約80万円が必要）。
ボイスプラネットに参加すると、実力派プロデューサーによる面談があり、今後の活動の方向性を決めていく。
その他、オリジナルキャラクターの制作・複数回のボイトレ・ボイスサンプルの収録・オリジナルボイスドラマ出演・宣材写真の制作などを提供している。

## 参画プロデューサー
- 原田浩介
- 安藤匠郎
- ニーコ
- 田中宏幸
- 臼井陽介
- 鈴木公尚
- 今泉雄一
- 庄司明
- 藤田浩治（声優事務所アル・シェア代表）
- 谷田部勝義
- 宍戸留美
- 荒木香衣

## 冠ラジオ番組
ボイスプラネットの冠ラジオ番組『apra presents Voice Planet★Radio』。2024年9月から放送開始し、毎週火曜日にFMヨコハマで放送。番組DJは声優の大関英里。ボイスプラネット参加者がゲストとして出演し、番組を盛り上げる。番組内では、好きなジャンルの台本を選んで演技にチャレンジするコーナー「ミニミニお芝居プラネット」があり、毎回異なるゲストの演技を楽しむことができる。

## 最新情報
- 2023年8月　江戸川乱歩朗読劇 幻調乱歩2「自決スル幼魚永久機関」出演オーディションを開催[11]
- 2023年10月　アニメ業界の変化からVoice Planet誕生についてまとめたFACT BOOK（ファクトブック）を公開[12][13][14]
- 2023年11月　ナレーションコンペティションを開催[15]
- 2023年12月　声優のニーコ氏を講師に迎えたワークショップを開催[16][17]
- 2024年4月　音響監督の庄司明氏を講師に迎えたワークショップを開催[18][19]
- 2024年6月　アニメーション監督の谷田部勝義氏を講師に迎えたワークショップを開催[20]
- 2024年7月　声優事務所代表の藤田浩治氏を講師に迎えたワークショップを札幌で開催[21]
- 2024年8月　声優事務所代表の藤田浩治氏を講師に迎えたワークショップを福岡で開催[22]
- 2024年9月　声優事務所代表の藤田浩治氏を審査員に迎えたオーディションを開催[23]
- 2025年1月   Voice Planet初の大型イベント「ぼいふぇす☆2025冬」を東京で開催[24]